# Station Longueil-Annel
Station Longueil-Annel is een spoorwegstation in de Franse gemeente Longueil-Annel aan de spoorlijn Creil - Jeumont.